# Санта-Марія-ла-Фосса
Санта-Марія-ла-Фосса (італ. Santa Maria la Fossa) — муніципалітет в Італії, у регіоні Кампанія,  провінція Казерта.
Санта-Марія-ла-Фосса розташована на відстані близько 165 км на південний схід від Рима, 32 км на північ від Неаполя, 18 км на захід від Казерти.
Населення — 2752 особи (2014).

## Демографія
Населення за роками:

Станом на 1 січня 2023 року в муніципалітеті офіційно проживало 158 іноземців з 14 країн, серед них 34 громадяни країн Євросоюзу та 7 громадян України.

## Сусідні муніципалітети
- Капуа
- Казаль-ді-Принчипе
- Граццанізе
- Сан-Таммаро